# 울지 않으련다
"울지 않으련다"는 1960년 공개된 대한민국의 영화이다.

## 배역
- 최무룡
- 이민자
- 황정순